# Open di Francia 2021 - Quad singolare
Dylan Alcott era il detentore del titolo e lo ha difeso per la terza volta consecutiva, battendo in finale Sam Schröder con il punteggio di 6-4, 6-2.

## Teste di serie
1. Dylan Alcott (campione)

1. Andy Lapthorne (semifinale)

## Tabellone

### Legenda
| - Q = Qualificato - WC = Wild card - LL = Lucky loser | - ALT = Alternate - SE = Special Exempt - PR = Protected Ranking | - w/o = Walkover - r = Ritirato - d = Squalificato |

|  | Semifinali | Semifinali     | Semifinali     | Semifinali | Semifinali |  |  | Finale          | Finale         | Finale         | Finale | Finale |  |
|  |            |                |                |            |            |  |  |                 |                |                |        |        |  |
|  | 1          | Dylan Alcott   | Dylan Alcott   | 6          | 6          |  |  |                 |                |                |        |        |  |
|  | WC         | David Wagner   | David Wagner   | 3          | 3          |  |  | 1               | Dylan Alcott   | Dylan Alcott   | 6      | 6      |  |
|  |            | Sam Schröder   | Sam Schröder   | 6          | 6          |  |  |                 | Sam Schröder   | Sam Schröder   | 4      | 2      |  |
|  | 2          | Andy Lapthorne | Andy Lapthorne | 1          | 4          |  |  |                 |                |                |        |        |  |
|  |            |                |                |            |            |  |  |                 |                |                |        |        |  |
|  |            |                |                |            |            |  |  | Finale 3º posto |                |                |        |        |  |
|  |            |                |                |            |            |  |  |                 |                |                |        |        |  |
|  |            |                |                |            |            |  |  | WC              | David Wagner   | David Wagner   | 2      | 65     |  |
|  |            |                |                |            |            |  |  | 2               | Andy Lapthorne | Andy Lapthorne | 6      | 7      |  |